# دیک تریسی (فیلم ۱۹۹۰)
دیک تریسی (انگلیسی: Dick Tracy) فیلمی در ژانر اکشن به کارگردانی وارن بیتی است که در سال ۱۹۹۰ منتشر شد.

## داستان
دیک تریسی (بیتی) با تلاشی مداوم، نقشه‌های شیطانی بیگ بوی کاپریس (پاچینو)، رهبر جنایتکاران را برهم می‌زند. از طرف دیگر تریسی در زندگی خصوصی با نامزدش، تس تروهارت (هدلی) که اصرار دارد او شغل کم دردسرتری برای خود دست و پا کند، درگیر است و …

## جوایز
این فیلم در فستیوال اسکار ۱۹۹۱ در هفت رشته نامزد شد و در رشته‌های بهترین موسیقی، گریم و طراحی صحنه اسکار را تصاحب کرد.

## بازی ویدئویی
در همان سال به مناسبت اکران این فیلم، چهار نسخه بازی برای سگا جنسیس، نینتندو، گیم بوی و آتاری اس‌تی منتشر شد. تحسین شده ترین آنها، نسخه سگا بود که با نقدهای مثبت زیادی مواجه شد. این بازی در ایران با نام کمیسر مشهور است.

## بازیگران
- وارن بیتی
- آل پاچینو
- مدونا
- جیمز کان
- سیمور کاسل
- دیک ون دایک
- پل سوروینو
- چارلز دارنینگ
- مایکل جی. پولارد
- هنری سیلوا
- داستین هافمن
- مندی پتینکین
- جیمز تولکان
- کتی بیتس
- آلن گارفیلد
- کاترین اوهارا
- چارلز فلیشر
- کالم مینی
- استل پارسونز
- گلن هدلی
- همیلتون کمپ
- مارشال بل
- مایک هاگرتی
- مایک مازورکی
- آر. جی. آرمسترانگ